# Barwq
barwq (persiska: Bārūq, باروق) är en ort i Iran.   Den ligger i provinsen Västazarbaijan, i den nordvästra delen av landet, 500 km väster om huvudstaden Teheran. barwq ligger 1 355 meter över havet och antalet invånare är 3 874.
Terrängen runt barwq är platt västerut, men österut är den kuperad.Runt barwq är det ganska tätbefolkat, med 90 invånare per kvadratkilometer. Närmaste större samhälle är Mīāndoāb, 19,1 km väster om barwq. Trakten runt barwq består till största delen av jordbruksmark.